# Chrysler Cordoba
Chrysler Cordoba (Крайслер Кордоба) — середнє персональне люксове купе, яке продавалось Крайслером у Північній Америці в 1975–1983 рр. Це була перша модель компанії, яку виготовили спеціально для ринку personal luxury, і перша машина Chrysler, яка була меншою за повнорозмірні моделі.

## Історія
На початку 1960-х, коли інші бренди на ринку розширювались до менших машин з такими моделями як Mercury Comet і Buick Skylark, Chrysler дуже публічно заявив, що «ніколи» не планує випускати меншого Chrysler. Насправді, де люкс каталог Крайслера 1963 року говорив про New Yorker, "Це не молодша версія великої машини". Де люкс каталог 1962 року пішов навіть дальше, оголошуючи на звороті: "немає жодної молодшої версії в цілій родині!".
Назва Cordoba була використана весною 1970 року на спеціальній версії наборі оздоблення Chrysler Newport хардтоп (2- і 4-дверний). Ця повно-розмірна модель була «обмеженою версією люкс-автомобіля, розроблена для представлення марки Chrysler» і була в спеціальному кольорі «Кордоба золотий» з колесами-спицями, ковпаками коліс і боковим молдингом з вініловими вставками. Крайслер описав повністю золоту вінілову античну текстуру інтер’єру цієї моделі, яка з’єднувалась з вініловим покриттям даху і орнаментом на капоті з ацтековим орлом як «тихий іспанський мотив». Включеними в ціну $4241,65 були 383 6,3 л з гальмівною потужністю в 290 (220 кВт) і двокамерним карбюратором двигун V8, автоматична трансмісія, підсилювач керма, шини з вайтволлами зі скловолокном 78×15, і AM радіоприймач «золотий звук».
Розроблений Крайслером спершу для того, щоб стати повністю новим Plymouth Sebring для 1975 року, який мав розділяти кузов з Dodge Charger SE, було прийняте рішення представити цей автомобіль як перший малий Chrysler. Менший Cordoba був представлений як суперник на ринку personal luxury, який характеризувався меншими, більш економічним двигунами, ніж інші Крайслери, і мав 115-дюймову (2921 мм) колісну базу, на 9 дюймів (229 мм) меншу за традиційні моделі свого часу. Цей єдиний кузов купе був одним з декількох справжніх успіхів Chrysler в 1970-ті. В той час, як автовиробник балансував на банкрутстві, попит на Cordoba фактично перевищив пропозицію на перші пару років, з виготовленими більше 150000 машин для вступних моделей 1975 року, і найбільше виготовленими у 1977, зі 183000 машин. Половина виробництва підрозділу Chrysler того періоду (а іноді й більше) складалась з Cordoba, і вони допомогли відродити марку. Всі Cordoba складались у Віндсорі, Онтаріо.
Щоправда Córdoba є назвою міста в Іспанії, емблема автомобіля насправді була стилізованою версією аргентинської монети кордоби. Так чи інакше, значення було іспанське, і ця суть була втілена у дещо бароковому оздобленні всередині автомобіля. Щоправда першим представником автомобіля був Річард Бейсхарт, мексиканська кінозірка Рікардо Монталбан відмінно зарекомендував себе в Chrysler як рекламний представник автомобіля протягом всього його часу. Примітним була його красномовна похвала «м’якого коринфського шкіряного інтер’єру» і його американізований наголос на другий склад назви авто.

## Перше покоління (1975–1979)

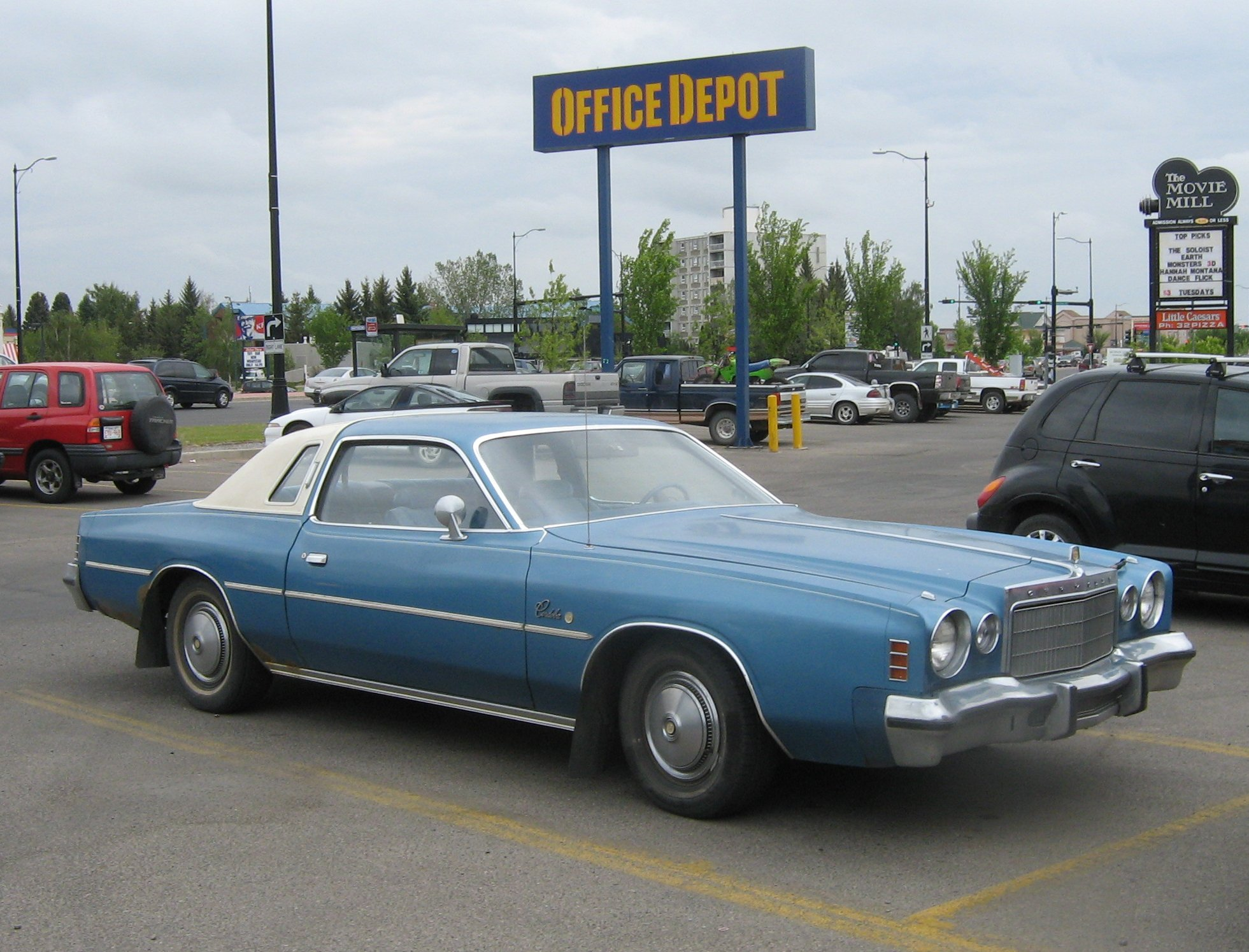
Модель 1975 року

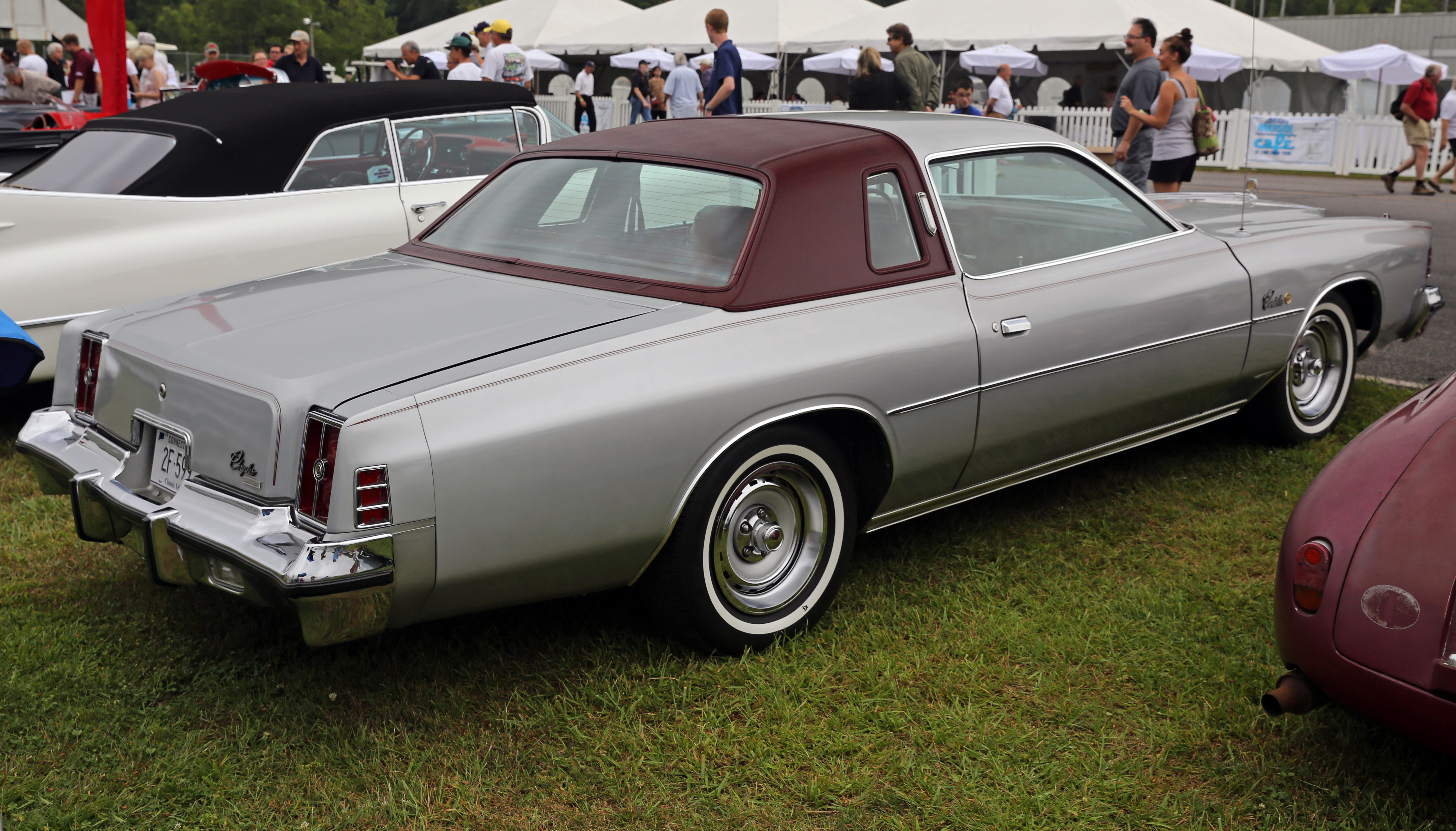

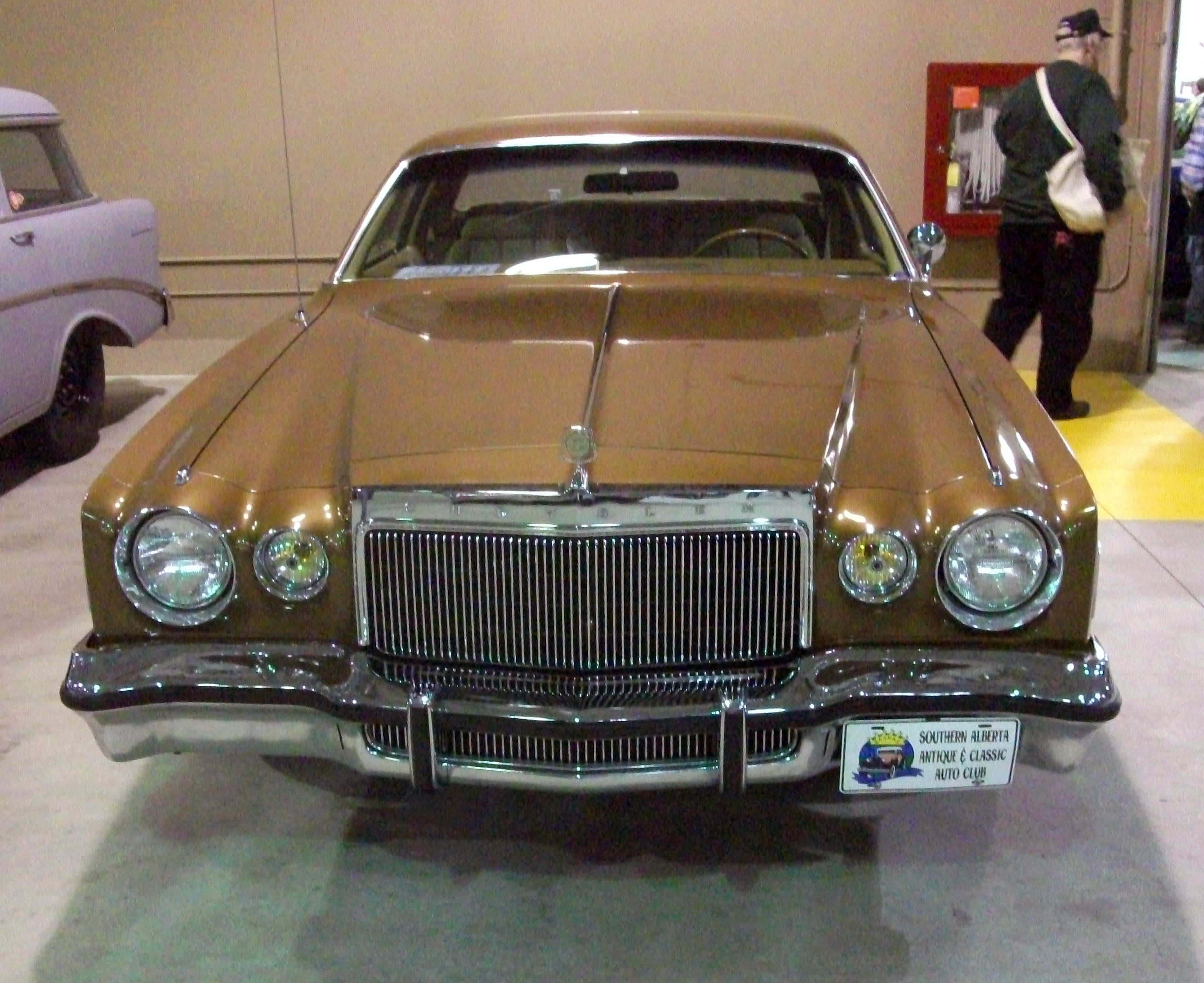
Модель 1976 року

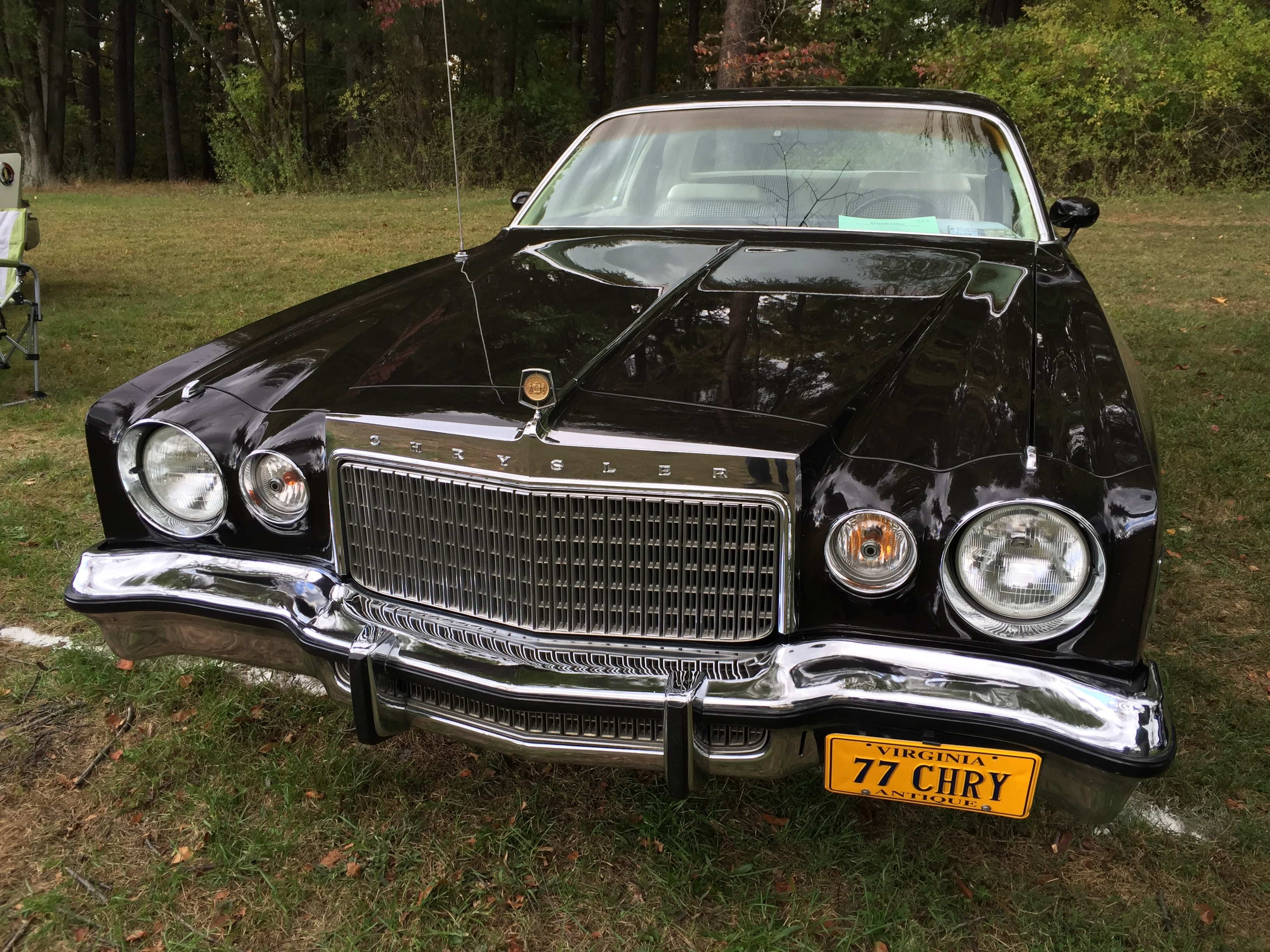
Модель 1977 року

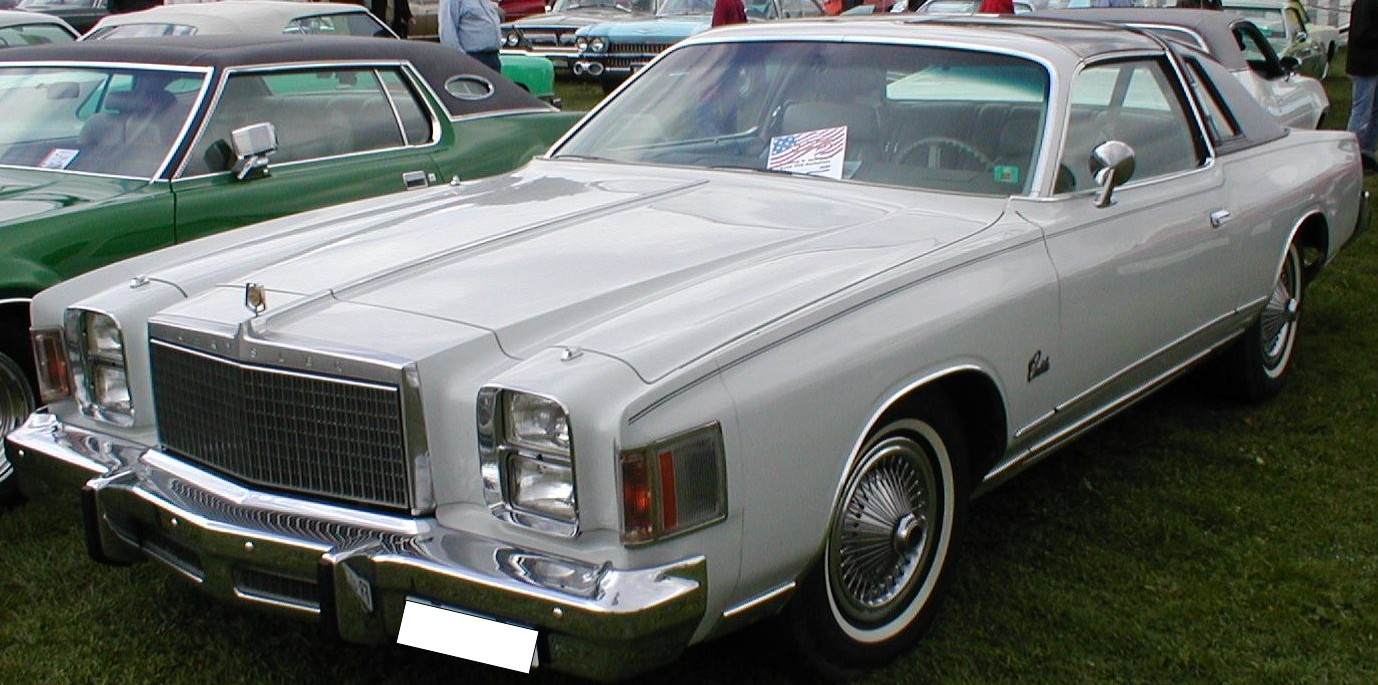
Модель 1978 року

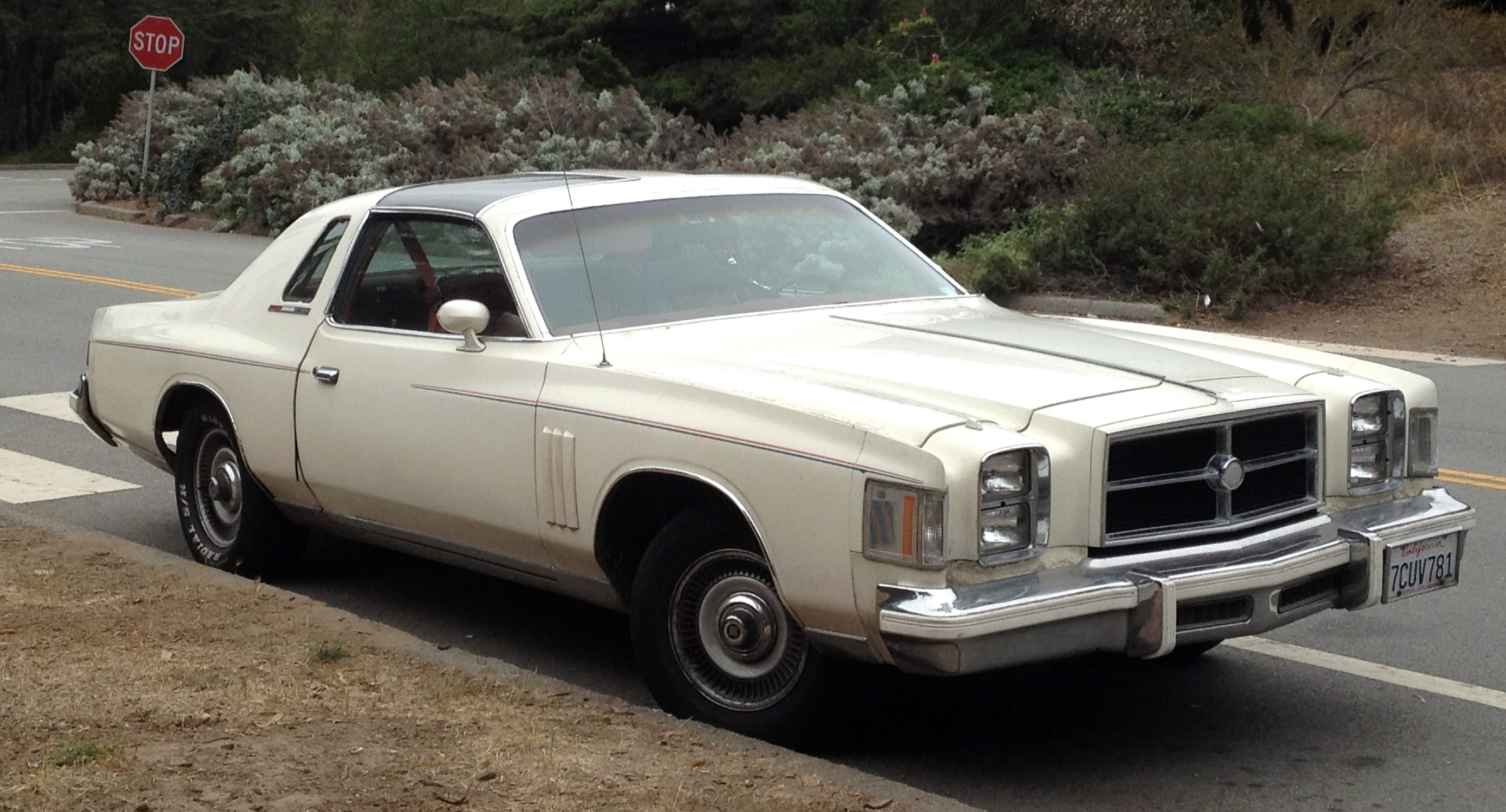
Chrysler Cordoba 1979 року з опційним пакетом "300"

Cordoba був представлений Крайслером для 1975 модельного року як висококласний персональний люкс-автомобіль, конкуруючи з Oldsmobile Cutlass, Buick Regal і Mercury Cougar.
Спершу Cordoba планували зробити Plymouth – назви Mirada, Premier, Sebring і Grand Era асоціювались з проектом; всі, окрім Grand Era, використовувались на пізніших моделях Chrysler, Dodge та Eagle, хоча лише Dodge Mirada буде спорідненим з Cordoba. Однак, втрати від щойно представлених повно-розмірних моделей в кузові C у зв’язку з паливною кризою 1973 року, змусили адміністраторів Chrysler шукати вищі прибутки шляхом продажу моделей, нижчих від бренду Chrysler. Автомобіль мав успіх, з більше 150000 проданими екземплярами у 1975 році, однак продажі за рік були гнітючими для компанії. Шкали виміру, окрім тахометра, були стандартом.
Для 1976 модельного року, продажі злегка збільшились до 165000 машин. Злегка змінена версія 1977 року також добре продавалась, з лише менше 140000 машинами. Успіх використання стратегії таблички з назвою Chrysler протиставлявся продажам собі подібного й дещо дешевшого корпоративного кузена, Dodge Charger SE. Подібний Dodge досяг лише чверть продажів Cordoba протягом тих самих модельних років, у зв’язку з тим, що Cordoba коштував лише на $160 більше від Charger, переконуючи клієнтів витрачати додаткові гроші на престиж назви Chrysler.
Інтер’єри були дещо більш розкішними, аніж на Dodge Charger SE, і набагато більше, ніж топ-моделі стандартних середніх марок (Plymouth Fury, Dodge Coronet), з сидінням-диваном із седана у велюровій оббивці і відкидним підлокітником у стандарті. Опційно були доступні роздільні сидіння, обтягнуті коринфською шкірою з центральним підлокітником і подушкою, або, за додаткову плату, центральною консоллю з важелем КПП на підлозі й ящичком для зберігання. Панель приладів і дверні панелі мали вставки, які імітували капу в’яза, і металеві накладки в 1975 році, тоді як моделі 1976-79 рр. мали імітацію палісандра. Суцільне сидіння 60/40 було представлене в 1976 році й інші опції сидіння/оббивки додавались кожного року аж по 1979 рік.
Початковий дизайн перетерпів лише малі зміни протягом трьох років, якраз перед розмаїттям факторів, які призвели до зниження продажів. Для 1978 року, відбулось широке оновлення з  тоді популярними прямокутними фарами у вертикальній конфігурації (Dodge Charger SE залишив свої круглі фари для 1978 року, аніж прямокутні вертикальні Cordoba). Дизайнер Chrysler, Джеффрі Годшелл, написав у журналі «Collectible Automobile», що цей рестайлинг розглядався як «дещо бідний» і усунув значну частину зовнішньої привабливості, за яку  Cordoba 1975–1977 рр. була відома. Оновлення також зробило автомобіль важчим від його попередника 1975-77 рр., в той час, як інші автомобілі цього класу були зменшені до менших розмірів, такі як Ford Thunderbird в 1977 і Chevy Monte Carlo й Pontiac Grand Prix у 1978 роках.
Зниження продажів у 1978 і 1979 роках могло також бути пов’язаним з представленням меншого Chrysler LeBaron всередині 1977 року, який був доступний в кузовах седан і купе, і пропонував подібний стиль personal-luxury і опції. Оновленим від покинутої лінійки було перероблене оздоблення Ulu, чий аеродинамічний екстер’єр мав хромовані бампери, чорне підкреслення на багажнику і унікальні передні фари.
В той самий час, фінансове положення Chrysler і репутація якості було в неухильному занепаді. Ростучі ціни на бензин і тугіші стандарти економії пального зробили майже 1700 кілограмовий Cordoba з 5,9 л чи 6,6 л двигунами V8 застарілим.
Для 1979 року пакет опцій «300» за $2040 пропонувався для Cordoba, включаючи повністю білий екстер’єр, решітку радіатора в стилі Chrysler 300 і 4-камерний 360 двигун V8.

## Друге покоління (1980–1983)

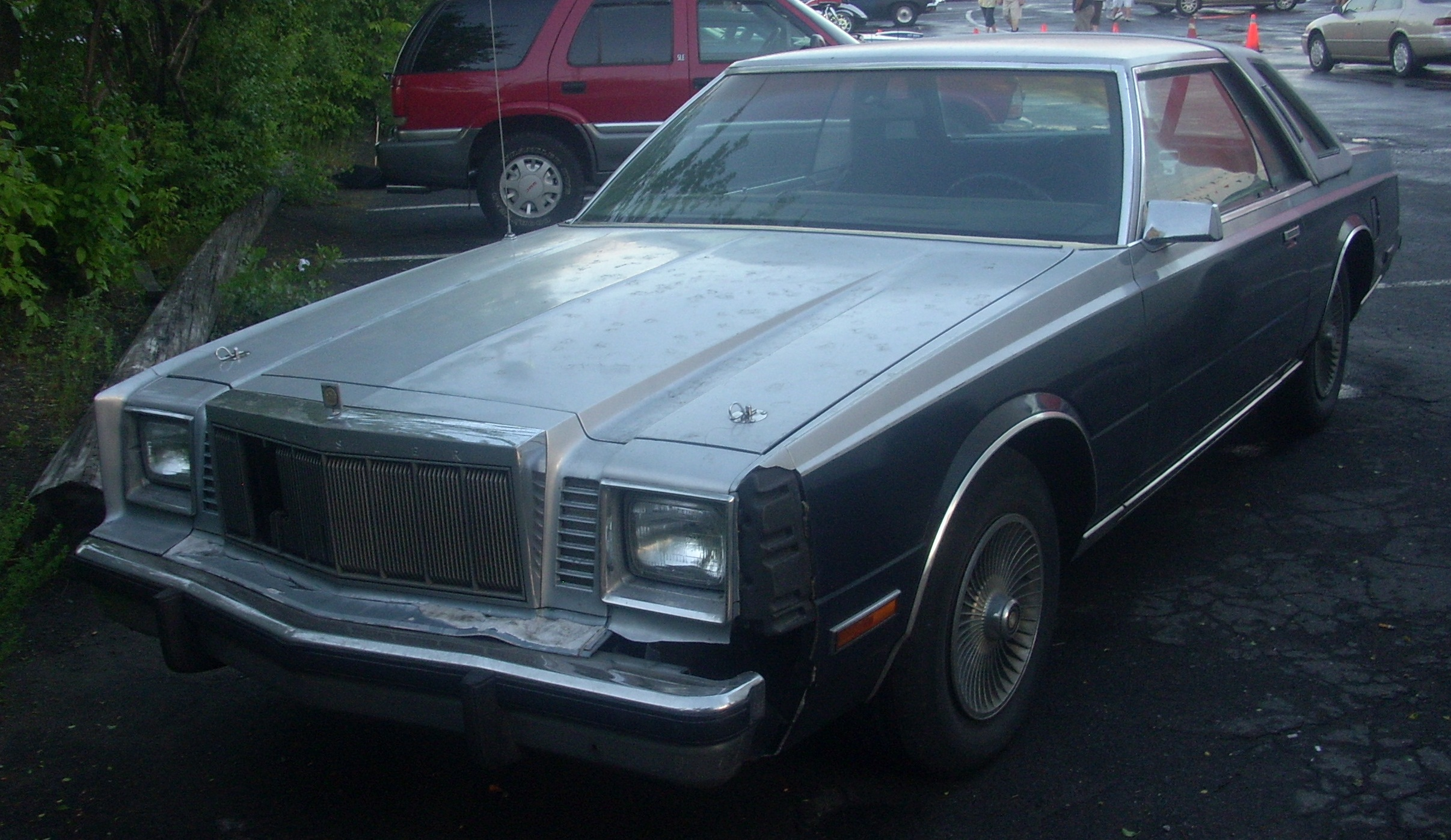
Модель 1980 року

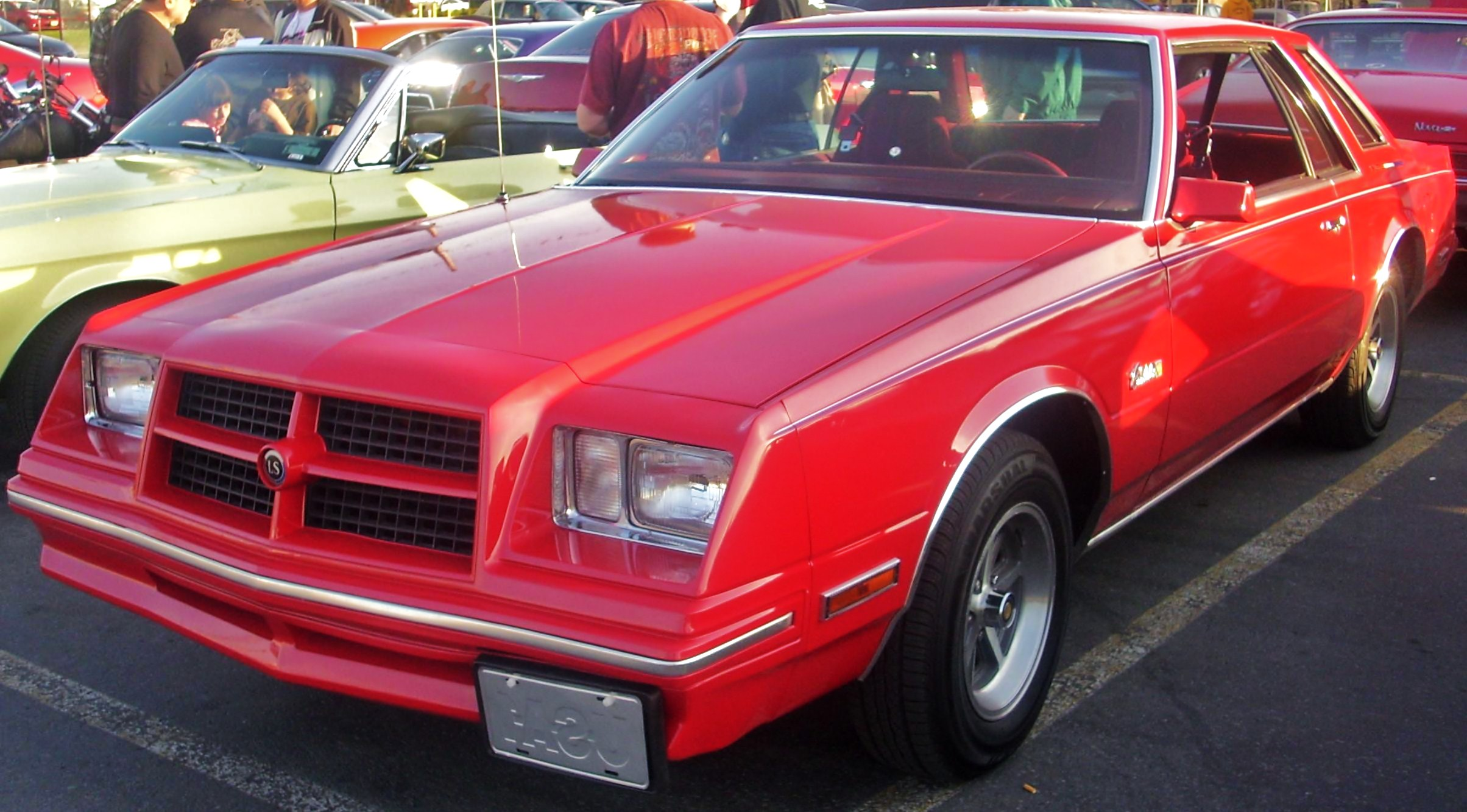
Chrysler Cordoba LS

Cordoba був зменшений для 1980 модельного року. Нова, менша модель другої генерації використовувала платформу J, яка походить від кузова F Plymouth Volaré 1976 року, і була з’єднана з новоназваним, але дуже подібним Dodge Mirada. Chrysler також відродив Imperial для 1981 року як третій варіант платформи J.
Cordoba і Mirada тепер мали стандартний 6-циліндровий двигун (225 Slant Six), який, будучи дуже надійним, не виглядав таким потужним (95 к. с.) для купе такого сегменту ринку. Сильно знижений 5,2 л 120 к. с. V8 був опцією (стандартний на Imperial, з EFI), так само як і V8 з виробничим кодом E58 з 5,9 л і 185 к. с., хоча його пізніше відкинули зі списку опцій для 1981 року і далі.
Модель LS 1980 і 1981 рр. (яка спершу мала бути «300») мала аеродинамічний повітрозбірник (майже ідентичний до того, що був на Mirada), з перехресною решіткою. Іншими особливостями цієї моделі були усунення вінілового покриття даху і екстер’єр в одному кольорі.
Стиль Cordoba другого покоління не привернув похвали першого, і, по суті, продажі були низькими. Індустрія зменшення автомобілів також вплинула на моделі personal luxury. Обидва, Chevrolet Monte Carlo в 1978 і Ford Thunderbird у 1980, зменшились в розмірах і продажах одночасно. Однак, зрештою, ці моделі відновились, так як їхні виробники зосередились на усуненні вад своїх машин, в той час, як менший Cordoba – ні. Chrysler щораз більше зосереджувався на своїх компактних, передньо-привідних моделях з 4- і 6-циліндровими двигунами, і керівництво наказало припинити виробництво Cordoba у 1983 році.

### Агрегати
З менш, ніж 100 машин, оснащеними E58 5,9 л 185 к. с. V8, опція двигуна була скасована після 1980 модельного року через низький попит. Лише два двигуни були доступні зі стандартним Slant-6 і 5,2 л V8 опційним для 1981-83 модельних років.

## NASCAR
Обидва покоління Cordoba з’являлись в NASCAR. Ед Нерг брав участь на машині першого покоління в сезонах 1979-80 інколи, і Бадді Еррінгтон на другого покоління в сезонах 1982-84 рр., змагаючись з Dodge Mirada і Chrysler Imperial. Cordoba не був більш аеродинамічним, ніж інші Mopar і ніколи не фінішував вище 15-го місця будь-яких перегонів.

## Колекціонування
Chrysler Cordoba має досить лояльну базу власників, і деякі моделі визнані колекційним. Добрі приклади включають 1975 раннього випуску, частково з опційним 4-камерним карбюратором. Однак, Cordoba другого покоління привернув мало цікавості на ринку колекціонерів. Стосовно версії 300, Consumer Guide заявляє, що «'79 рік міг стати менш колекційним в далекому майбутньому, але перспективи LS здаються тонкими і майже неіснуючими на той час».